# Fernando Álvarez de Toledo el Tuerto
Fernando o Fernán Álvarez de Toledo, apodado  «el Tuerto» (Toledo c. 1325-Lisboa, 1384 ) fue un noble y ricohombre castellano que pasó a ser el segundo señor de Valdecorneja y Robledo. Era hijo de García Álvarez de Toledo, alcalde mayor de Toledo.

## Familia
Fernando Álvarez de Toledo era hijo de Garci Álvarez de Toledo, alcalde mayor de Toledo, y de su esposa Mencía Téllez, hija de Tel García de Meneses (m. 1292), alguacil mayor de Toledo, y de María Gómez de Toledo. Su abuelo paterno fue Juan Álvarez de Toledo —hijo de Álvaro Ibáñez—, quien, junto con su hermano García, fue ejecutado en 1289 por orden del rey Sancho IV de Castilla.
Tuvo cuatro hermanos: Juan Álvarez de Toledo, probablemente el mayor de los hermanos, aún vivía en 1335 pero debió fallecer antes que su padre, Gutierre Álvarez de Toledo, obispo de Palencia, cardenal y canciller de la reina Juana Manuel; García Álvarez de Toledo, (m. Ciudad Rodrigo, 1370), maestre de la Orden de Santiago, mayordomo mayor de la reina consorte de Castilla, Juana Manuel de Villena y del infante Alfonso de Castilla —hijo del rey Pedro I— y  I señor de Oropesa, Valdecorneja, Piedrahíta y La Horcajada; y Teresa García, monja en el monasterio de Santo Domingo el Real de Toledo.

## Vida
Fernando Álvarez de Toledo fue el II señor de las villas de Valdecorneja y Robledo por suceder a su hermano García. Se mantuvo fiel al rey Pedro I de Castilla. En 1358 era el caudillo mayor de los escuderos del Cuerpo del Rey, una escolta compuesta por doscientos hombres a caballo.  En ese mismo año, estuvo al mando de una galera en la guerra contra los aragoneses. En 1364 perdió un ojo en una expedición contra Valencia, de ahí su apodo «el Tuerto». Fue alguacil mayor de Toledo en 1367, notario mayor del reino de Toledo entre 1361 y 1368 y notario mayor del reino de León. Después de la muerte del rey Pedro, «supo adaptarse a la nueva situación tras el fratricidio de Montiel» y fue mariscal de Castilla desde 1382 y mayordomo mayor de la reina Juana Manuel de Villena en 1381, cargo que también sucedió a su hermano García.
En 1377 compró las tierras casi despobladas de Higares, en La Sagra, a Mencía López. Estas tierras habían sido donadas en 1231 por el rey Fernando III de Castilla a la Orden Teutónica que, a su vez, en 1355 las vendió a Alfonso Ruiz, Canciller Mayor y su esposa Mencía López. «Con esta compra, se produce el asentamiento del linaje de los Álvarez de Toledo, quienes crearán un dominio territorial sobre la antigua villa, calificada de señorío solariego, y cuya jurisdicción se adquiere en el siglo XVII». Su hijo Fernán Álvarez de Toledo heredó Higares y fue su primer señor.
Falleció en 1384 como consecuencia de la peste durante el cerco de Lisboa. Recibió sepultura en la iglesia del convento de Santo Domingo en Piedrahíta, Ávila, que él y su esposa habían fundado.

## Matrimonio y descendencia
Fernando contrajo matrimonio en 1366 con Leonor de Ayala, señora de Torrejón de Velasco, hija de Fernán Pérez de Ayala, señor de la Casa de Ayala, y de Elvira de Ceballos.  Fueron padres de:
- García Álvarez de Toledo, fallecido en 1430, fue el tercer señor de Valdecorneja.[11]  Contrajo matrimonio con Constanza Sarmiento,[11] hija de Pedro Ruiz Sarmiento y Juana de Guzmán. El hijo de este matrimonio, Fernando Álvarez de Toledo y Sarmiento fue el primer conde de Alba de Tormes;[13]
- Gutierre de Toledo, arcediano de Guadalajara, obispo de Palencia, arzobispo de Sevilla, arzobispo de Toledo (junio de 1442),[11] canciller mayor de la reina Leonor y primer señor de Alba de Tormes[11] en 1430 por merced del rey Juan II de Castilla;[12]
- Juan Álvarez de Toledo, falleció joven sin descendencia.[12]
- Fernán Álvarez de Toledo, llamado «el Viejo»[11]  I señor de Higares, se casó con Teresa de Ayala[11](m. 1433), II señora de Pinto,[8] hija de Pedro Suárez de Toledo y de Juana Meléndez de Orozco.[12][14]  El matrimonio tuvo cinco hijos, entre ellos el primogénito, Pedro Suárez de Toledo, que heredó el señorío de su madre, mientras que su hijo García (m. 1474), heredó el de Higares;[10]
- Leonor de Toledo.[11] No tuvo sucesión de ninguno de sus dos matrimonios; el primero con Ruy Díaz de Rojas, señor de Bellota, y el segundo con Rubín de Bracamonte,[15] almirante de Francia. Leonor otorgó testamento en Toledo el 2 de julio de 1438;[13]
- María de Toledo, esposa de Diego Fernández de Quiñones,[15]  hijo de Diego Fernández Vigil de Aller y de Leonor Suárez de Quiñones;[16]
- Teresa de Toledo.[17]